# سفارة الصين في النمسا
سفارة الصين في النمسا هي أرفع تمثيل دبلوماسي لدولة الصين لدى النمسا. تقع السفارة في فيينا وهي تهدف لتعزيز المصالح الصينية في النمسا.

## وصلات خارجية
- الموقع الرسمي
- قائمة سفارات الصين
- قائمة السفارات في النمسا